# Maison au 34, quai des Bateliers à Strasbourg
La maison au 34, quai des Bateliers est un monument historique situé à Strasbourg, dans le département français du Bas-Rhin.

## Localisation
Le bâtiment est situé au 34, quai des Bateliers à Strasbourg. La passerelle de l'Abreuvoir franchit l'Ill en face de cette maison.

## Historique

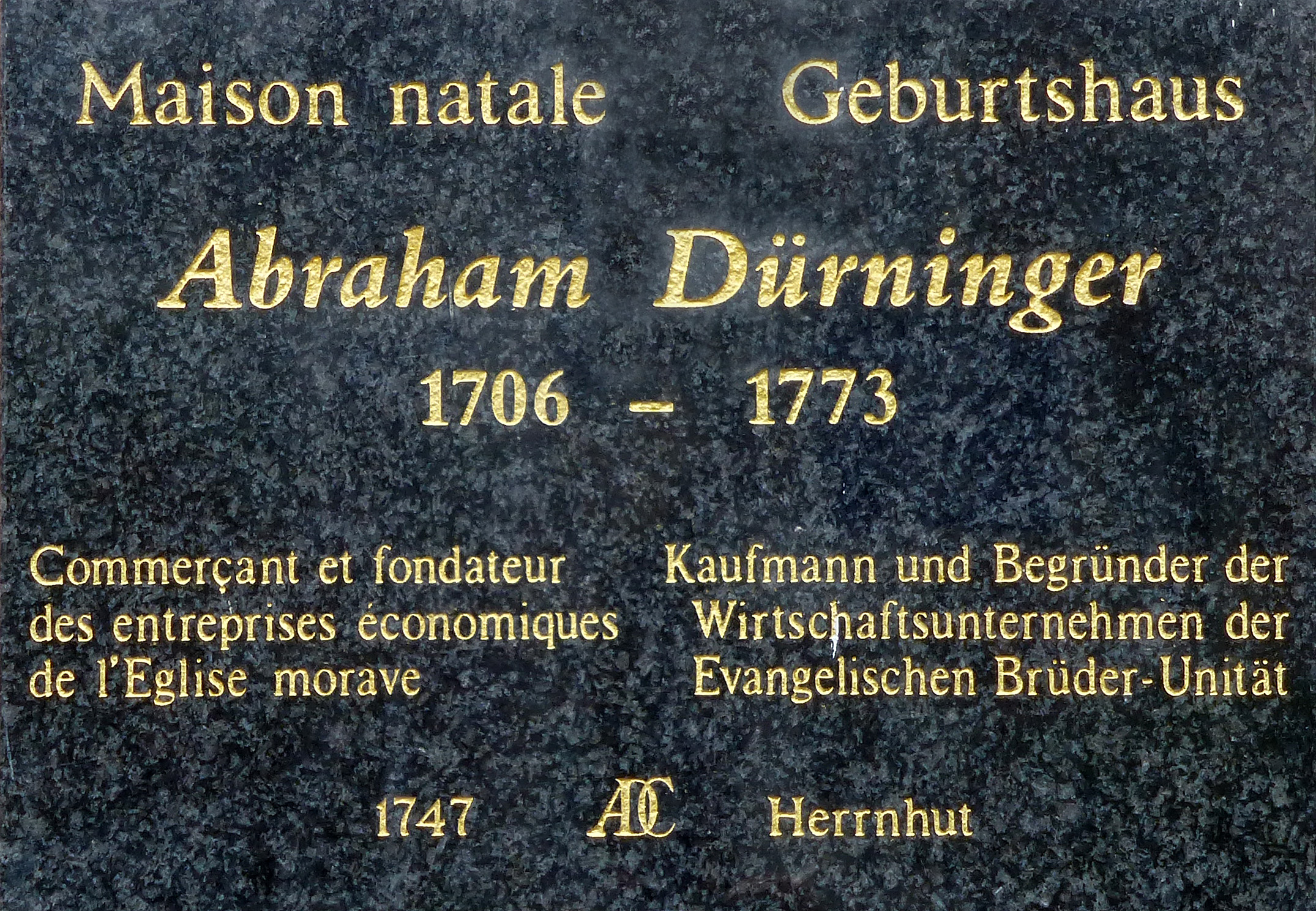
Plaque à la mémoire d'Abraham Dürninger

La maison porte d'abord le numéro 10. Elle est alors connue sous l'appellation « Au Fil de Soie » (Zum Seidenfaden).
Abraham Dürninger, commerçant et fondateur des entreprises économiques de l'Église morave, naît dans cette maison en 1706, cependant la nouvelle façade de style Régence est postérieure à sa naissance (1748).
L'édifice fait l'objet d'une inscription au titre des monuments historiques depuis 1937.

## Architecture

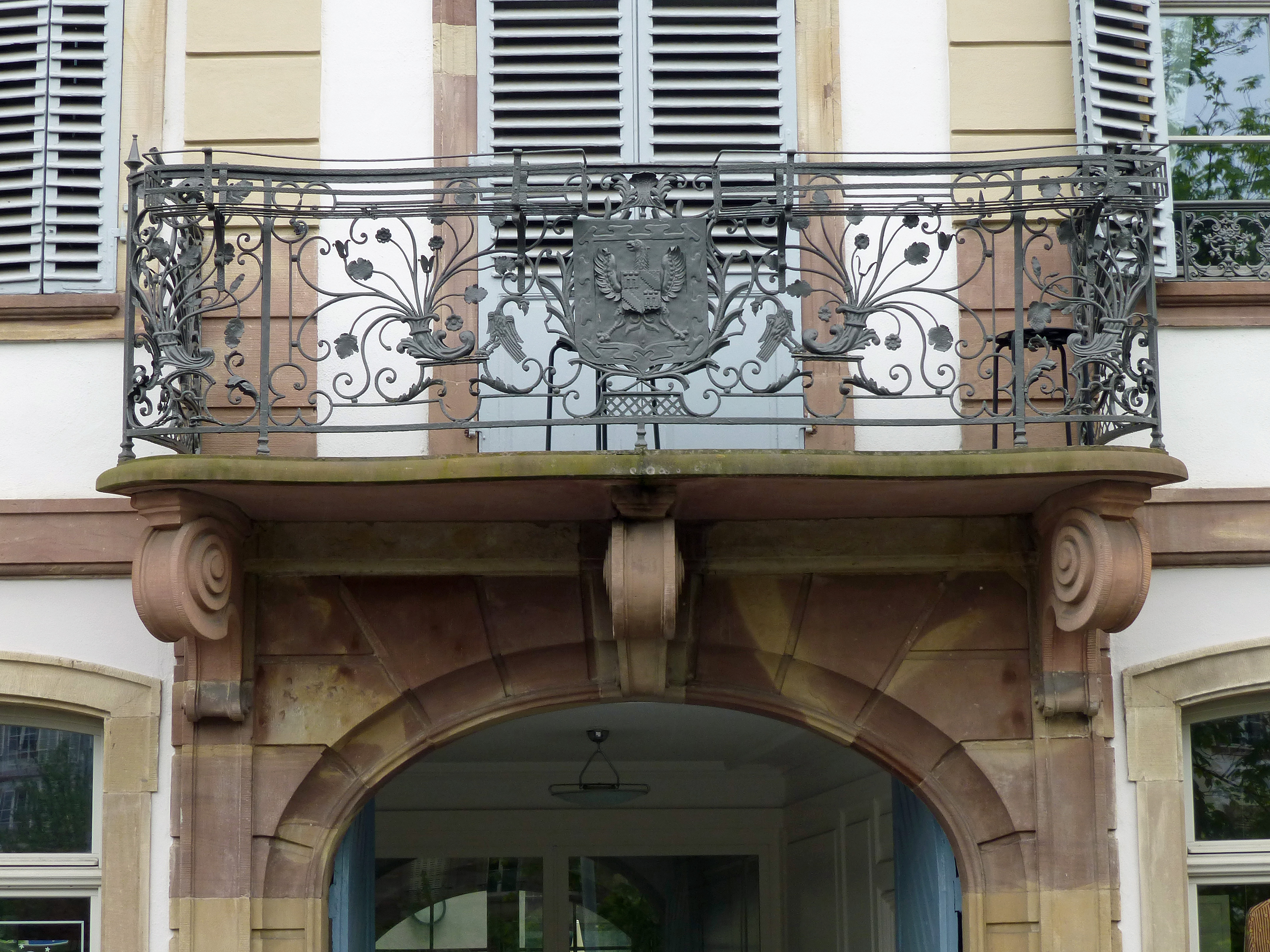
Balcon en ferronnerie

Le balcon en ferronnerie est soutenu par des cornes d'abondance et  porte les armes des Fürstenberg : François-Egon de Fürstenberg et son frère Guillaume-Egon de Fürstenberg furent tous deux évêques de Strasbourg à la fin du XVIIe siècle.